# Cabucgayan, Biliran
Cabucgayan là một đô thị cấp năm ở tỉnh Biliran, Philippines. According to the 2007 census, it has a population of 18.799 người trong 3.372 hộ.

## Các đơn vị hành chính
Cabucgayan, về mặt hành chính, được chia thành 13 khu phố (barangay).
- Balaquid
- Baso
- Bunga
- Caanibongan
- Casiawan
- Esperanza (Pob.)
- Langgao
- Libertad (Pob.)
- Looc
- Magbangon (Pob.)
- Pawikan
- Salawad
- Talibong